# Jiří Kodl
Jiří Kodl (* 3. April 1889 in Písek, Österreich-Ungarn; † 29. Oktober 1955) war ein böhmischer Tennisspieler.

## Leben
Kodl nahm 1912 am Tenniswettbewerb der Olympischen Sommerspiele in Stockholm teil. Einzig im Rasen-Einzel nahm er teil und unterlag dort zum Auftakt dem Südafrikaner Lionel Tapscott in drei Sätzen. Bei der dritten und letzten Teilnahme Böhmens als eigene Delegation war Kodl 1912 Fahnenträger bei der Eröffnungsfeier. In seinem Heimatland war Kodl neben Tennis- auch erfolgreicher Golfspieler.
Kodl war ein gelernter Architekt und Künstler; in Prag übte er seinen Beruf erstmals aus. Als Maler von Aquarellen war er außerdem bekannt. Als Kunstliebhaber häufte er eine große private Sammlung an. Er war Mitglied der Mánes, eine 1887 nach dem Maler Josef Mánes benannte Künstlervereinigung, und nutzte die Verbindungen dort zum Sammeln weiterer Kunstwerke.